# Pietro La Fontaine
Pietro La Fontaine (ur. 29 listopada 1860 w Viterbo, zm. 9 lipca 1935 w Paderno del Grappa) – włoski duchowny katolicki, patriarcha Wenecji i kardynał, Sługa Boży Kościoła katolickiego.
Ukończył seminarium w Viterbo. Święcenia kapłańskie otrzymał 22 grudnia 1883 z rąk biskupa Viterbo Giovanni Battista Paolucci. Pracował duszpastersko m.in. jako profesor literatury, a później Pisma Świętego, prawa i historii Kościoła w rodzinnym seminarium. W 1893 został ojcem duchownym, a w 1896 rektorem. W latach 1905–1906 był kanonikiem katedry w Viterbo.
6 grudnia 1906 otrzymał nominację na biskupa Cassano all’Ionio. Sakry w kaplicy Collegio Capranica udzielił mu kardynał Pietro Respighi. Piastował jednocześnie inne funkcje, takie jak wizytatora w seminariach regionu Kalabrii, a także wikariusza patriarchalnej bazyliki laterańskiej. Brał udział w kodyfikacji Kodeksu Prawa Kanonicznego jako konsultant. 1 kwietnia 1910 został biskupem tytularnym Caristo, a dzień później sekretarzem Świętej Kongregacji Obrzędów.
5 marca 1915 mianowany patriarchą Wenecji. Rok później otrzymał kapelusz kardynalski i tytuł kardynała-prezbitera S. Nereo e Achilleo. W 1921 nadano mu nowy kościół tytularny SS. XII Apostoli. Uczestnik konklawe 1922, gdzie był jednym z papabile. Zmarł po 20 latach kierowania patriarchatem weneckim. Diecezjalny proces informacyjny do jego beatyfikacji został wszczęty przez patriarchę Giovanniego Urbaniego.